# Józef (Maslenikow)
Józef, imię świeckie Aleksiej Aleksandrowicz Maslenikow (ur. 3 listopada 1978 w Słobodziei) – biskup Ukraińskiego Kościoła Prawosławnego Patriarchatu Moskiewskiego.

## Życiorys
Urodzony w mołdawskiej Słobodziei, na Ukrainie mieszkał od 1992 r. 24 marca 1996 r. przyjął święcenia diakońskie z rąk biskupa zaporoskiego i melitopolskiego Bazylego. 7 stycznia 1997 został wyświęcony na kapłana, zaś 4 kwietnia tego samego roku złożył wieczyste śluby zakonne z imieniem Józef. W 2001 otrzymał godność ihumena. W 2004 r. uzyskał w trybie zaocznym dyplom seminarium duchownego w Biełgorodzie, zaś w 2006 w tym samym trybie ukończył Kijowską Akademię Duchowną.
Między rokiem 1997 a 2005 pracował w cerkwiach św. Dymitra Sołuńskiego oraz św. Olega w Astrachance. W lipcu 2005 r. został skierowany do pracy duszpasterskiej w parafii Zmartwychwstania Pańskiego w Witebsku. Od grudnia 2006 r. był proboszczem parafii św. Jerzego w Zaporożu. 19 czerwca 2008 r. otrzymał godność archimandryty.
11 listopada 2008 r. otrzymał nominację na biskupa wolniańskiego, wikariusza eparchii zaporoskiej. Chirotonia odbyła się 18 listopada 2008 r. w ławrze Peczerskiej, z udziałem metropolity kijowskiego i całej Ukrainy Włodzimierza, arcybiskupów biełgorodzkiego i starooskolskiego Jana oraz białocerkiewskiego i bogusławskiego Mitrofana, biskupów berdiańskiego i nadmorskiego Elizeusza, szepetowskiego i sławuckiego Włodzimierza, perejasławsko-chmielnickiego Aleksandra oraz wasilkowskiego Pantelejmona.
Od kwietnia 2009 do grudnia 2010 r. był biskupem ordynariuszem eparchii zaporoskiej. 25 grudnia tego roku Synod Kościoła przeniósł go na katedrę konotopską i głuchowską.
W 2011 r. wszedł w skład Wyższej Rady Cerkiewnej Ukraińskiego Kościoła Prawosławnego Patriarchatu Moskiewskiego.
W 2012 r. został mianowany wikariuszem eparchii konotopskiej, którą dotąd kierował jako ordynariusz, z tytułem biskupa jampolskiego. W 2013 r. został ordynariuszem nowo utworzonej eparchii romeńskiej.
17 sierpnia 2015 r. został podniesiony do godności arcybiskupa, a 17 sierpnia 2021 r. otrzymał godność metropolity.
W październiku 2022 r., w trakcie inwazji Rosji na Ukrainę, po tym, gdy terytorium jego eparchii znalazło się po rosyjską okupacją, udał się do Rosji i tam pozostał. 23 listopada 2022 r. Święty Synod Ukraińskiego Kościoła Prawosławnego pozbawił go katedry i przeniósł w stan spoczynku. Został również na Ukrainie objęty sankcjami personalnymi.